# 乔安·法莱塔

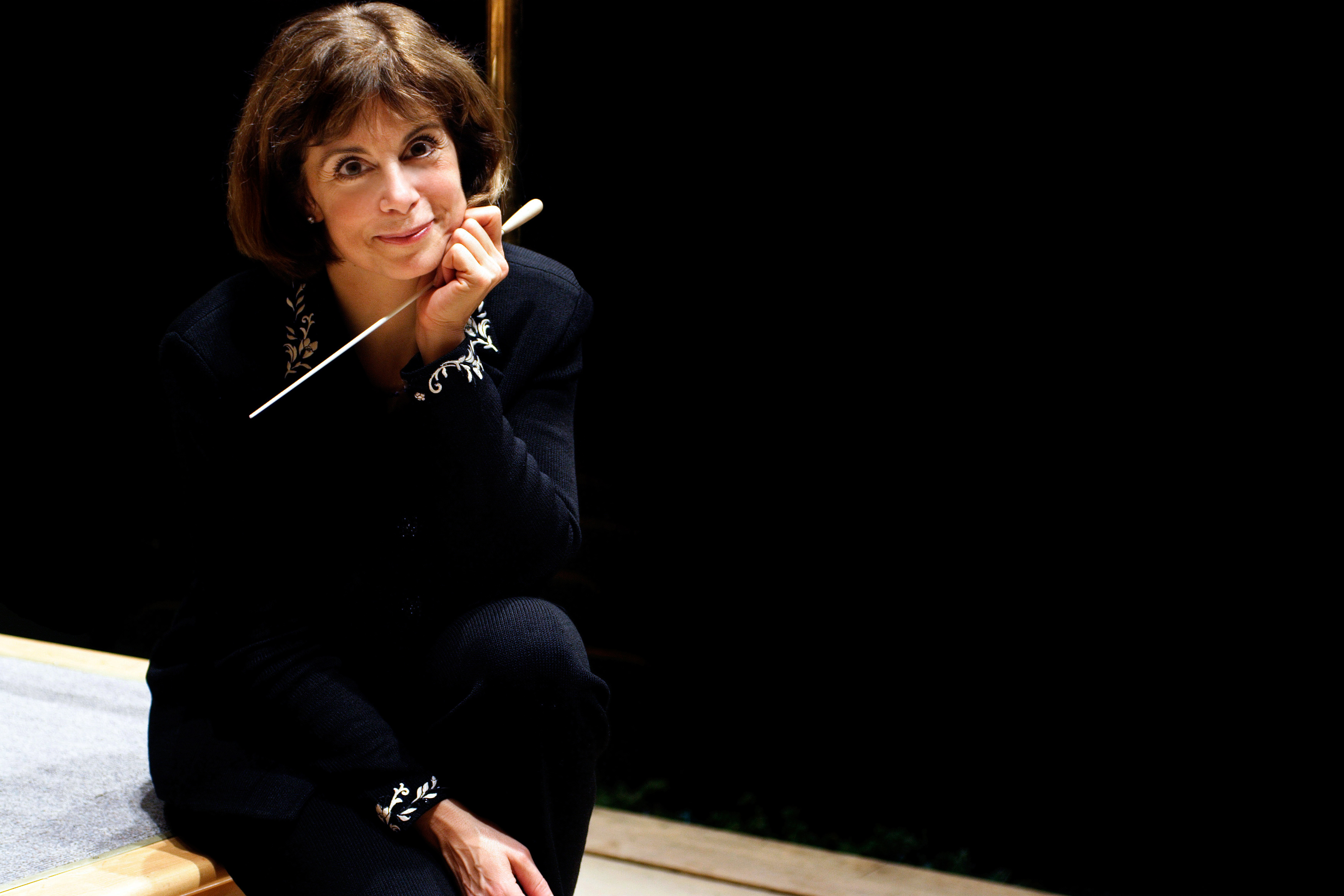
乔安·法莱塔（2005年）

乔安·法莱塔（JoAnn Falletta，1954年2月27日—），美国指挥家。 

## 生平
乔安·法莱塔出生于美国纽约，在皇后区一个意大利裔家庭中长大。音乐生涯初期，作为一名吉他和曼陀林演奏家，她常与大都会歌剧院、纽约爱乐等知名团体合作。法莱塔1972年就读曼尼斯音乐学院时便对指挥产生了兴趣，后来在皇后学院和茱莉亚音乐学院深造指挥专业，并随豪尔赫·梅斯特、谢苗·毕契科夫等指挥家学习。 
法莱塔就职过的乐团包括：牙买加交响乐团（1977－1989年）、丹佛室内乐团（1983－1992年）、密尔沃基交响乐团（1985－1988年）、旧金山女子爱乐乐团（1986－1996年）、长滩交响乐团（1989－2000年）、弗吉尼亚交响乐团（1991－2020年）、水牛城爱乐乐团（1999年－）、夏威夷交响乐团（2011年－）、阿尔斯特管弦乐团（2011－2014年）等等。
2008年至2012年，法莱塔曾被乔治·沃克·布什任命，于国家艺术委员会任职。2016年，她当选为美国文理科学院成员。 
法莱塔与拿索斯唱片等公司录制了70多张专辑，包括了诸如范妮·门德尔松、克拉拉·舒曼、莉莉·布朗热、热尔梅娜·塔耶芙尔等女性作曲家的作品。 